# Sclerodermataceae
Famille

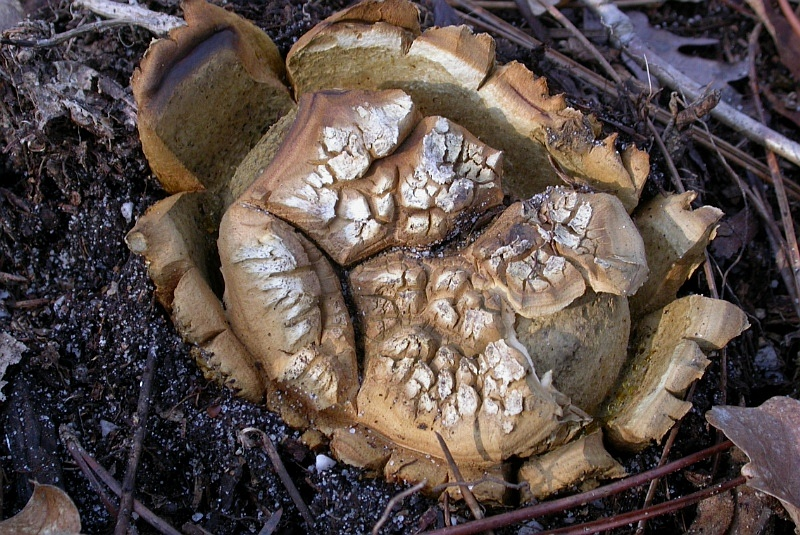
Scleroderma geaster

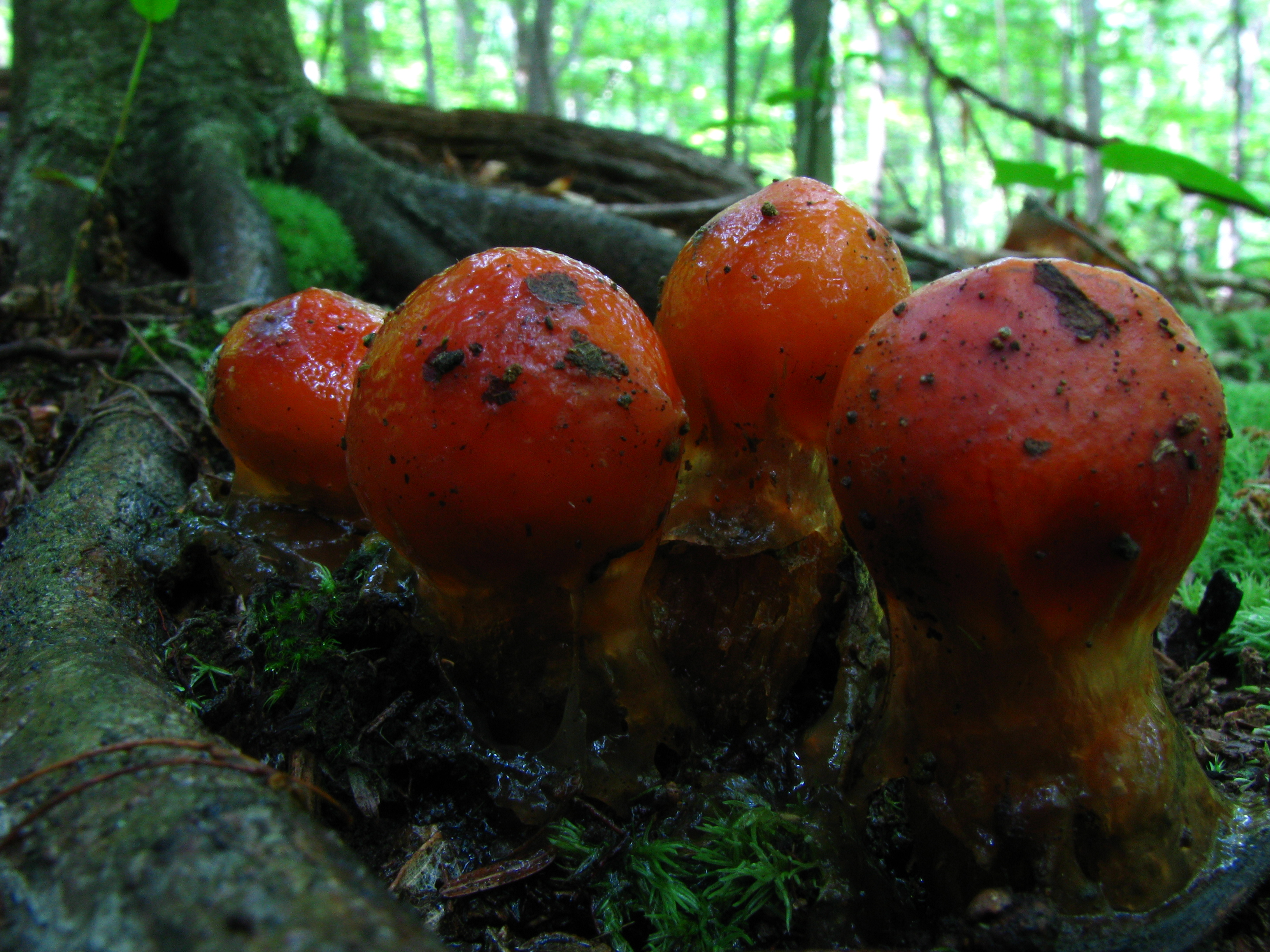
Calostoma cinnabarina

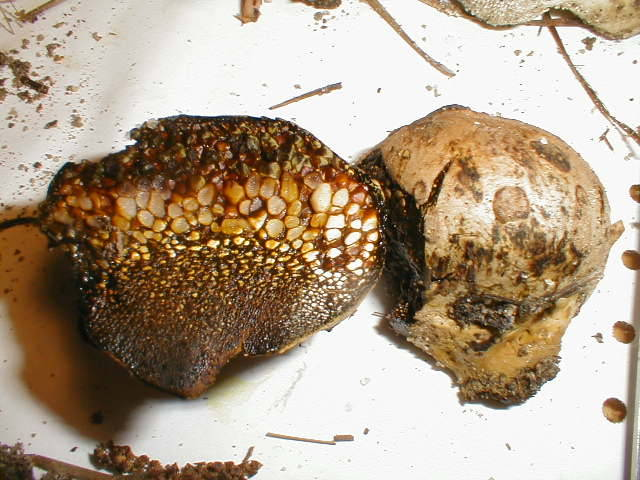
Pisolithus arhizus

Les Sclerodermataceae (Sclérodermatacées) sont une famille de champignons basidiomycètes de l'ordre des bolétales, du sous-ordre des sclérodermatinés. Ils contiennent plusieurs genres de champignons inhabituels qui ressemblent peu aux bolets. C'est un apport de la classification phylogénétique que de d’inclure dans les bolétales ces champignons autrefois rattachés aux gastéromycétales.

## Description du sporophore
Les sporophores sont souvent épigés (hors sol), rarement hypogés (souterrains), plus ou moins sphériques, sans stipe (pied) ou d'une irrégularité semblable à des racines. Le péridium (paroi externe) est épais, membraneux, formé parfois de deux couches, il est déliquescent ou il éclate irrégulièrement ou en formant des lobes. La gleba est sillonnée de veines stériles. Elle est brune ou blanche chez les jeunes spécimens, elle devient violet-foncé à pourpre-brunâtre en vieillissant, et s'effrite sous forme de poudre de spores. Les basides sont souvent claviformes (en forme de massue). Les spores sont de couleur brune, à peu près sphériques, à paroi épaisse, avec des pointes, des verrues ou avec une apparence résupinée. Les spores sont disséminées par le vent ou par des prédateurs ou bien elles sont disséminées dans le sol par l'eau de pluie.

## Habitat
Sur le sol ou associés avec le bois pourri, la plupart sont ectomycorhiziens avec des plantes ligneuses.

## Origine
L'Asie et l'Amérique du Nord sont les régions ancestrales les plus probables de tous les Sclerodermatineae.

## Phylogramme desSclerodermataceae
L'analyse phylogénétique installe les Sclerodermataceae dans le clade bolet,.
D'autres analyses suggèrent que les Sclerodermataceae (y compris les genres Scleroderma et Veligaster), les Pisolithaceae (Pisolithus), les Astraeaceae (Astraeus), les Calostomataceae (Calostoma), et les nouvelles familles Gyroporaceae (Gyroporus) et Boletinellaceae (Boletinellus et Phlebopus), vont former un nouveau clade ou sous-ordre, le clade des Sclerodermatineae.
- Agaricomycetidae
  - Boletales ou Clade des Bolets
    - Clade des Tapellinae
      - Tapinellaceae

    - Clade des Coniophorineae
      - Serpulaceae
        - Coniophoraceae
        - Hygrophoropsidaceae
          - Gomphidiaceae
          - Paxillaceae - Clade des Paxillineae
            - Clade des Sclerodermatineae
              - Sclerodermataceae
                - Phlebopus sp.
                  - Pisolithus
                  - Calostoma
                  - Gyrosporus
                  - Scleroderma sp.
                    - Scleroderma citrinum

            - Suillaceae Clade des Suillineae
            - Boletaceae - Clade des Boletineae
              - Boletus - Cèpes
              - Leccinum sp.

  - Clade des Agaricales (ou Clade des Euagarics)

## Liste des genres
D'après la 10e édition du Dictionary of the Fungi (2007), cette famille est constituée des genres suivants :
- Chlorogaster  Læssøe & Jalink 2004
- Favillea  Fr. 1848
- Horakiella  Castellano & Trappe 1992
- Pisolithus  Alb. & Schwein. 1805
- Scleroderma  Pers. 1801
  - 30 sp.